# Glomeris quadripunctata
Glomeris quadripunctata är en mångfotingart som beskrevs av Brandt 1833. Glomeris quadripunctata ingår i släktet Glomeris och familjen klotdubbelfotingar. Inga underarter finns listade i Catalogue of Life.